# Spurgeon (Indiana)
Spurgeon – miasto w Stanach Zjednoczonych, w stanie Indiana, w hrabstwie Pike.